# Jonatan Kopelew
Jonatan Kopelew (ur. 1 października 1991) – izraelski pływak, specjalizujący się głównie w stylu grzbietowym.
Mistrz Europy z Debreczyna w wyścigu na 50 m grzbietem.